# خان‌کشته
خان‌کشته، روستایی از توابع بخش مرکزی شهرستان رامهرمز در استان خوزستان ایران است.
این نام بعد کشته شدن جمعی از خوانین بختیاری بدست بزرگ ایل شیرالی بنام؛ محمد جعفر شیرالی در این روستا به آن اطلاق گردید.

## جمعیت
این روستا در دهستان حومه‌شرقی قرار دارد و براساس سرشماری مرکز آمار ایران در سال ۱۳۸۵، جمعیت آن ۱۵۲ نفر (۲۹خانوار) بوده‌است.

## مردم
مردم روستا لُرتبار و از طوایف طلاوری ، شیرالی ، بیگدلی ، احمدی می باشند.